# 哈拉伊卜三角区
哈拉伊卜三角区（阿拉伯語：مثلث حلايب）位於埃及和苏丹边界东部，濒临红海西岸，面积20,580平方公里。该地是一个有争议地区，埃及和苏丹均声明对此地区拥有主权。哈拉伊卜三角區的名稱來自城鎮哈拉伊卜，該區產生的原因則是1899年英埃共管蘇丹的邊界（北緯22度）與英國在1902年重新調整的行政邊界之差異，1902年的調整使該區被併入蘇丹的行政管轄範圍。1956年蘇丹獨立後，兩國都聲稱擁有該區的主權，從1990年代中期起埃及對該區進行事實占領，歸為紅海省的一部分，並有軍隊進駐，在該地的投資也逐漸增加。
將本區稱為「三角區」只是一個概括，只有沿著北緯22度劃定，長達290公里的南界是一條直線，全區都位在北緯22度以北。面積大小為哈拉伊卜三角區十分之一的比爾泰維勒位在該區西南方並與該區交會於一個北緯22度上的四點匯，因為兩國都想爭取哈拉伊卜三角区，故埃及與蘇丹兩國都互相聲稱自己不具有比爾泰維勒的主權。
本區有時被埃及稱為蘇丹政府行政區（Sudan Government Administration Area，SGAA）。

## 历史

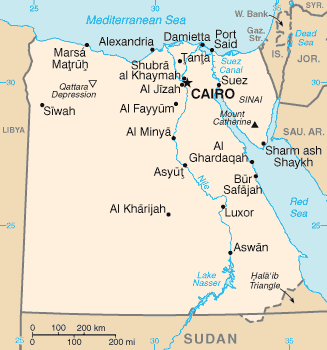
自1990年代中期起，哈拉伊卜三角區即為埃及實際管轄。

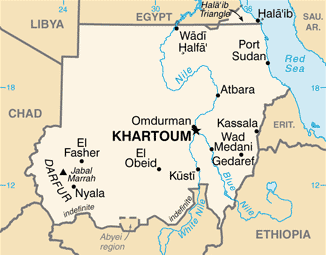
雖然這張蘇丹地圖包括了哈拉伊卜三角區，然而蘇丹未能實際控制該地。

兩國爭議區的簡化圖，白色部分為无主地比爾泰維勒，綠色部分為兩國都聲稱擁有的哈拉伊卜三角區。

1899年，英國的霸權進入此區，英埃共管蘇丹的邊界被設定在北緯22度線，但在1902年英國劃了另一條行政界線，把北緯22度以南一塊Ababda人部落的放牧地（即比爾泰維勒）劃歸埃及，並把該縣以北一塊貝沙族（Beja people）的放牧地劃歸蘇丹，這塊蘇丹的行政領地有18000平方公里，包括哈拉伊卜、Shalateen與Abu Ramad等城鎮。蘇丹在1956年獨立後，埃及宣稱兩國界線為1899年的邊界，蘇丹則宣稱1902年的行政邊界，因此兩國都聲稱對哈拉伊卜三角區具有主權。相對的北緯22度以南的比爾泰維勒則成為無主土地，兩國都不聲稱擁有該地主權。
在蘇丹獨立兩年的1958年，蘇丹計畫在哈拉伊卜三角區舉行選舉時，埃及總統賈邁勒·阿卜杜-納賽爾以要在該區舉辦埃及與敘利亞合併成阿拉伯聯合共和國的全國公投為由，派兵進入了此區，但在同月不久即退兵。阿拉伯聯合共和國成立後，未再就此區提出主權爭議。
雖然兩國都持續聲稱擁有該地主權，兩國對哈拉伊卜三角區的聯合控制持續到了1992年，苏丹政府授予一家加拿大石油公司在哈拉伊卜三角区附近水域的石油钻探权，埃及表示强烈反对。兩國重新開始談判，該公司則表示在主權確定前不會進行開發。1994年7月，蘇丹向聯合國安全理事會、非洲統一組織與阿拉伯國家聯盟遞交了備忘錄，表示自1993年5月上次提交備忘錄以來，埃及已超過39次地行政或軍事入侵蘇丹領土。1995年1月埃及拒絕了蘇丹政府提出非洲統一組織在阿迪斯阿貝巴的外長會議上討論此爭議的請求，接著埃及總統穆罕默德·胡斯尼·穆巴拉克在抵達參加該會議時逃過了暗殺，埃及政府指控蘇丹與這次暗殺有關，並做出了許多激烈反應，包括加強對哈拉伊卜三角區的控制，驅逐蘇丹方面的警察與官員。
1998年，兩國關係稍微緩和，並宣布將加強合作，共同努力解決此爭議地區的爭端。但該年稍後蘇丹即指控埃及騷擾哈拉伊卜三角區的蘇丹公民，埃及否認了這項指控。之後從1999年3月開始，兩國開始促進雙邊關係的外交談判，該年12月蘇丹總統奧馬爾·巴希爾出訪埃及，兩國發表了聯合公報，宣誓將在兄弟般的條件下解決哈拉伊卜三角區的爭議。
2000年1月，蘇丹從哈拉伊卜三角區撤軍，將此地的控制權讓給了埃及。從此埃及實際上地占領並管理哈拉伊卜三角區
。

## 近期事件
2004年，蘇丹總統奧馬爾·巴希爾宣稱雖然蘇丹在2000年撤出哈拉伊卜三角區，以及埃及對此區的實際控制，該區仍當然地屬於蘇丹，他表示「我們從來沒有讓步，證據即是我們最近還向安理會重新提出此區的爭議。」巴希爾於2010年在蘇丹港的一場演講中重申了蘇丹對於哈拉伊卜三角區的主權，並表示「哈拉伊卜三角區屬於蘇丹，並會永遠屬於蘇丹。」
已與蘇丹政府簽署和平協議，由貝札大會（Beja Congress）和自由獅子會（Free Lions）組成的叛軍東部陣線因為該地人民種族、語言和文化等與蘇丹較接近，哈拉伊卜三角區應是蘇丹的一部分。東部陣線與貝札大會的首領穆沙·穆罕默德·阿哈默德（Musa Mohamed Ahmed）宣稱哈拉伊卜三角區應和南北蘇丹間的爭議地區艾卜耶一樣，透過國際仲裁的方式解決主權爭議。
2009年10月，籌備隔年4月蘇丹大選的選舉委員會宣布哈拉伊卜三角區是紅海省選區的一部分，該地人民可以履行憲法賦予的權利參加大選，但因為埃及阻止蘇丹的選委會成員進入哈拉伊卜，大選並沒有在該區舉行。同年12月蘇丹總統助理穆沙·穆罕默德·阿哈默德（即東部陣線的首領）欲前往哈拉伊卜三角區亦遭埃及阻攔，他聲稱來訪目的為維護蘇丹在該地的主權，視察當地人民生活情況和提供被困在埃及佔領區的蘇丹軍隊人道與經濟援助，這是蘇丹官方首次承認有軍事人員仍留在埃及實際上控制的哈拉伊卜三角區。阿哈默德也重申蘇丹擁有哈拉伊卜三角區的主權且在任何情況下都不會改變。
埃及政府採取步驟關閉位於Alshalateen的兩國貿易中心並將其遷移到北緯22度線上，並擴大了設備與行政人員配置，以更加強對兩國陸上貿易的控制。從埃及載貨往蘇丹的卡車將不能像以前一樣於Alshalateen卸貨，而需要改至Hadarba。瓦迪哈勒法則是另一個邊界檢察點。
2009年埃及鋪設了提供Alshalateen電力的電線，從埃及中央電網延伸，取代了該地本來的供電系統。這條電路以後將會延伸到阿布拉馬德（Abu Ramad）與哈拉伊卜。自2010年5月有一條柏油路從哈拉伊卜三角區通往蘇丹港。
蘇丹報紙Al-Ahram Today於2010年4月22日報導曾與埃及在哈拉伊卜三角區的軍隊作戰的比沙林部落（Bisharin tribe）的成員，前哈拉伊卜議會議長Al-Taher Muhammad Hasaay在缺乏審判下遭埃及政府拘捕兩年後，於開羅的一家醫院辭世。比沙林部落的一個代表團向Sudan Media Centre聲稱他們還有七名成員遭到埃及拘留，包括已被拘禁六年的Muhammad Eissa Saeed、被拘禁五年的Ali Eissa Abu Eissa與Muhammad Saleem、和被拘禁兩年的Hashim Othman、Muhammad Hussein AbdalHakam、Karrar Muhammad Tahir與Muhammad Tahir Muhammad Saleh。
2010年7月，埃及報紙Al-Masry Al-Youm報導哈拉伊卜地區的el-Ababda、el-Basharya與el-Beja等三個部落首領支持埃及對該地的主權，並表示自己是埃及而非蘇丹公民，享有所有埃及公民的權利，包括身分證、選舉權與參軍權。
1995年起曾擔任哈拉伊卜議會議員的Muhammad Al-Hassan Okair於2010年11月29日向蘇丹總統寫了封公開信，該信代表比沙林、Hamad-Orab和Aliyaab三個部落，抗議當地20個土著村落被強行納入埃及的兩個選舉區。該信進一步抗議哈拉伊卜被埃及包圍，居民生活在鐵絲網的包圍中，任何來自蘇丹的物資都被禁止運入，部落中的駱駝也不能在哈拉伊卜和尼羅省間舊時屬於比沙林部落的土地上遊牧。

## 城鎮
哈拉伊卜三角區的主要城鎮是阿布拉馬德（Abu Ramad），在哈拉伊卜西北方30公里處，此地是該區連接開羅、亞斯文與基納等城市的巴士的終站。另一個人口較多的城鎮是Hadarba，在哈拉伊卜東南方。AlShalateen（又稱Shalateen）則是哈拉伊卜三角區最北部的城鎮。在哈拉伊卜三角區以南，最接近的蘇丹城鎮為Osief（Marsa Osief），座落於北緯22度南方26公里。

## 生態與地理
哈拉伊卜三角區南部的Gebel Elba是動物地理分區衣索比亞界的北界，在埃及所屬的地中海-北非生態系中非常特別，該地有密集的金合歡、灌木和紅樹林覆蓋。有特有種植物如Biscutella elbensis。
該區主要的高山有Mount Elba（高1435米）、Mount Shellal（高1409米）、Mount Shendib（高1911米）和Mount Shendodai（高1526米）。Gebel Elba是由前總理艾哈邁德·馬哈茂德·穆罕默德·納齊夫頒布法令所設立的自然保護區。

## 地圖

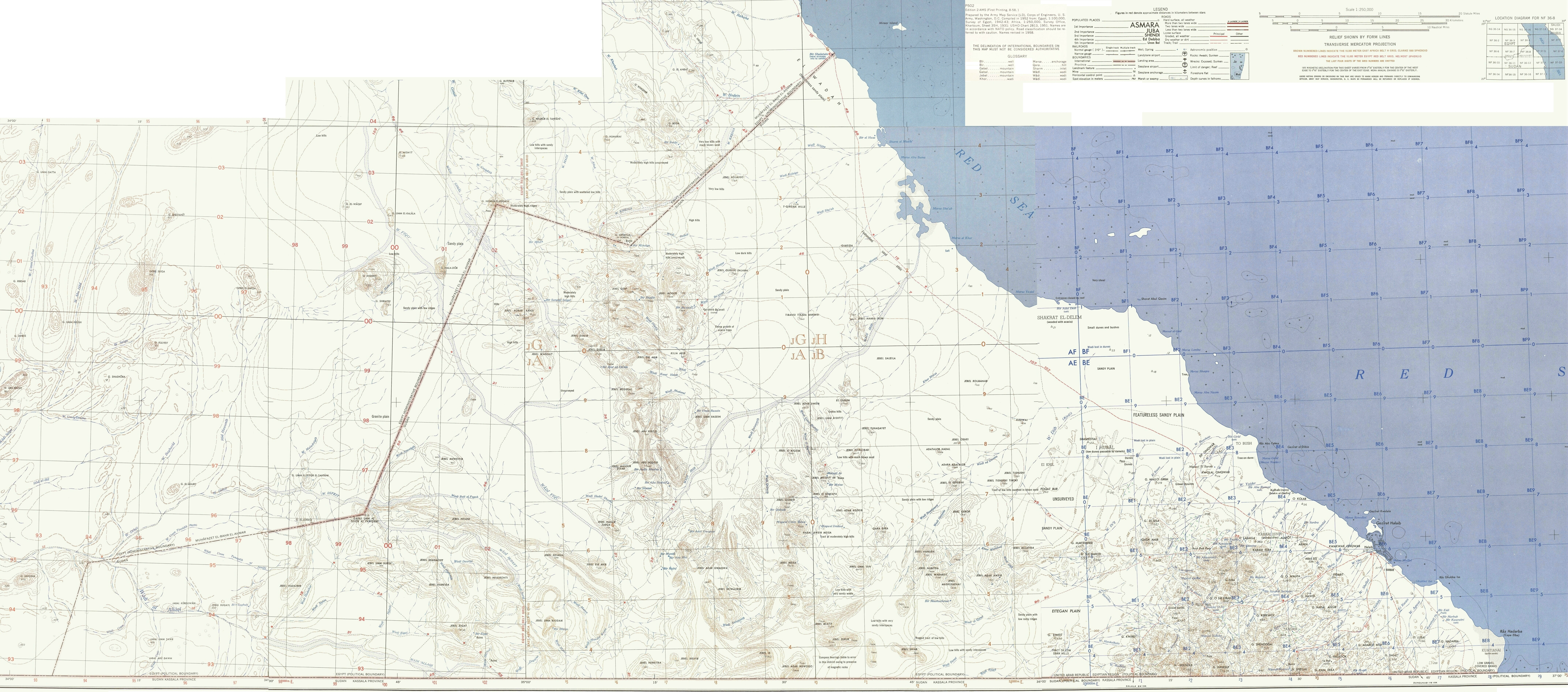
由四張地圖拼湊而成的哈拉伊卜三角區地圖